# Macteola theskela
Macteola theskela é uma espécie de gastrópode do gênero Macteola, pertencente a família Mangeliidae.